# Józef Jarzębski

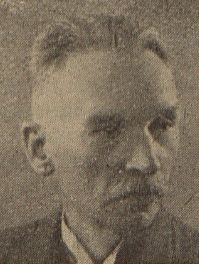
Józef Ludwik Jarzębsk (1939)

Józef Ludwik Jarzębski (* 18. September 1878 in Nieborów; † 4. März 1955 in Warschau) war ein polnischer Geiger und Musikpädagoge.
Jarzębski studierte bis 1905 am Warschauer Konservatorium bei Stanisław Barcewicz und am Sankt Petersburger Konservatorium. Ab 1908 war er Geiger im Orchester des Bolschoi-Theaters. Von 1918 bis 1939 wirkte er als Professor am Warschauer Konservatorium, wo er auch nach dem Zweiten Weltkrieg wieder eine Geigenklasse übernahm. Er ist Verfasser einer Violinschule (Szkoła na skrzypce). Zu seinen Schülern zählten Grażyna Bacewicz, Tadeusz Wroński und Stefan Herman. Sein Sohn Aleksander Jarzębski wurde als Komponist bekannt, dessen Bruder Stanisław Jarzębski als Geiger.

## Quelle
- Warszawska Fabryka Spacerów – Trzech muzyków na Powązkach

| Personendaten    | Personendaten                                |
| ---------------- | -------------------------------------------- |
| NAME             | Jarzębski, Józef                             |
| ALTERNATIVNAMEN  | Jarzębski, Józef Ludwik (vollständiger Name) |
| KURZBESCHREIBUNG | polnischer Geiger und Musikpädagoge          |
| GEBURTSDATUM     | 18. September 1878                           |
| GEBURTSORT       | Nieborów                                     |
| STERBEDATUM      | 4. März 1955                                 |
| STERBEORT        | Warschau                                     |